# Strategic Organizing Center
Strategic Organizing Center, SOC; wcześniej jako Change to Win Federation, CtW – koalicja związków zawodowych działająca w Stanach Zjednoczonych, początkowo jako alternatywa dla Amerykańskiej Federacja Pracy-Kongres Przemysłowych Związków Zawodowych (AFL-CIO). Obecnie składa się z trzech związków: Międzynarodowy Związek Zawodowy Pracowników Usług (SEIU), Zjednoczeni Pracownicy Rolni (UFW) i Pracownicy Komunikacji Ameryki (CWA), z których ta ostatnia jest powiązana zarówno z SOC, jak i AFL–CIO.

## Charakterystyka
W ostatnich latach SOC współpracował z wieloma różnymi związkami zawodowymi, think tankami i innymi organizacjami, aby zająć się problemami związanymi z pracą i konkurencją w Amazon — drugim co do wielkości pracodawcy w USA. SOC pracowała, aby rzucić światło na problemy związane ze zdrowiem i bezpieczeństwem w magazynach Amazon, obawy antymonopolowe dotyczące przejęć Amazon, takie jak oczekująca fuzja ze studiami MGM, a także, w jaki firma wykorzystuje swoją siłę rynkową, aby narzucać nieuczciwe warunki sprzedawcom korzystającym z platformy e-commerce Amazon.